# Primo Baran
Primo Baran (Treviso, 1 de abril de 1943) es un deportista italiano que compitió en remo.
Participó en tres Juegos Olímpicos de Verano entre los años 1968 y 1976, obteniendo una medalla de oro en México 1968 en la prueba de dos con timonel. Ganó una medalla en el Campeonato Mundial de Remo de 1966 y tres medallas en el Campeonato Europeo de Remo entre los años 1965 y 1969.

## Palmarés internacional
| Juegos Olímpicos   | Juegos Olímpicos          | Juegos Olímpicos  | Juegos Olímpicos |
| Año                | Lugar                     | Medalla           | Prueba           |
| ------------------ | ------------------------- | ----------------- | ---------------- |
| 1968               | Ciudad de México (México) | Medalla de oro    | Dos con timonel  |
| Campeonato Mundial |                           |                   |                  |
| Año                | Lugar                     | Medalla           | Prueba           |
| 1966               | Bled (Yugoslavia)         | Medalla de bronce | Dos con timonel  |
| Campeonato Europeo |                           |                   |                  |
| Año                | Lugar                     | Medalla           | Prueba           |
| 1965               | Duisburgo (RFA)           | Medalla de plata  | Dos con timonel  |
| 1967               | Vichy (Francia)           | Medalla de oro    | Dos con timonel  |
| 1969               | Klagenfurt (Austria)      | Medalla de plata  | Dos con timonel  |